# Charter Communications
Charter Communications — американская телекоммуникационная компания, предоставляющая услуги доступа к интернету и кабельного телевидения в 41 штате США под брендом Spectrum.

## История
Компания была основана в январе 1993 года в Сент-Луисе (штат Миссури). Стратегией компании было поглощение небольших операторов кабельного телевидения на юго-востоке США. В феврале 1994 года компания потратила около 200 млн долларов на покупку 10 кабельных сетей в штатах Луизиана, Джорджия и Алабама. В июне того же года за 900 млн долларов у Crown Media были куплены сети в штатах Коннектикут, Кентукки, Миссури, Северная и Южная Каролина. В начале 1995 года Charter Communications расширила деятельность на западное побережье, купив сеть в Калифорнии. В феврале 1997 года количество абонентов превысило 1 млн. В 1998 году Пол Аллен (соучредитель корпорации Microsoft) купил Charter Communications за 4,5 млрд долларов и объединил её сети со своими, купленными ранее; в результате получился 7-й крупнейший оператор кабельного телевидения США с 2,4 млн абонентов. С сентября 1998 года компания начала внедрять услугу доступа к интернету через кабельные сети. 1998 год компания закончила с убытком 535 млн долларов на выручку 2,7 млрд. В 1999 году была сделана целая серия приобретений, всего за 1998 и 1999 год на покупки сетей было потрачено около 22 млрд долларов, из них половина из личного капитала Пола Аллена. В ноябре 1999 года компания провела размещение своих акций на бирже Nasdaq
В марте 2009 года с долгом в 21 млрд долларов компания объявила о банкротстве. К ноябрю после переговоров с кредиторами Charter удалось избавиться от 8 млрд долга и выйти из процедуры банкротства.
С начала 2014 года велись переговоры о слиянии Charter Communications с Time Warner Cable, в мае 2015 года было достигнуто соглашение, а в мае 2016 года сделка стоимостью 60 млрд долларов была одобрена регуляторами рынка. Кроме этого, в марте 2015 года за 11,4 млрд долларов была куплена компания Bright House Networks. Все три сети были объединены под общим брендом Spectrum. В результате Charter стала третьим крупнейшим оператором платного телевидения в США после AT&T и Comcast.

## Деятельность
По состоянию на 2022 год компания обслуживала 32,2 млн клиентов в 41 штате США, её услуги включают широкополосный доступ к сети интернет (30,4 млн абонентов), кабельное телевидение (15,1 млн абонентов), голосовую телефонию (9,0 млн абонентов, технология IP-телефония), мобильную связь (5,3 млн абонентов, через сеть Verizon Communications). Помимо телекоммуникационных услуг компания владеет сетью региональных спортивных и новостных каналов.
В списке крупнейших публичных компаний в мире Forbes Global 2000 за 2022 год Charter Communications заняла 126-е место. В списке крупнейших компаний США по размеру выручки Fortune 500 заняла 69-е место.